# César Ritz
César Jean Ritz (Niederwald, 23 de febrero de 1850-Küssnacht am Rigi, 26 de octubre de 1918) fue un hotelero suizo, considerado el padre de la hostelería moderna. Concibió, organizó y dirigió los hoteles de lujo del llamado ancien régime turístico, que estuvo en vigor hasta 1914. Durante el último tercio del siglo xix y hasta los comienzos del siglo xx puede decirse que fue el animador de la vida elegante de la que fue de alguna forma el maestro de ceremonias, una actividad absolutamente personal por su parte, ya que allí donde él estuviese atraía la presencia de reyes, magnates y figuras mundiales.

## Biografía
Decimotercer hijo de una familia de ganaderos, se trasladó en 1867 a París, donde trabajó en el Hotel de la Fidelité, después en un bar y más tarde en un restaurante de precio fijo.
Hacia 1870, en el inicio de la guerra franco-prusiana, entró en la Casa Voisin, donde aprendió a servir y a conocer a la gran clientela internacional: el príncipe de Gales, el conde Nigra, Sarah Bernhardt y las vedettes del teatro y de la vida alegre, porque las mujeres elegantes no iban a los restaurantes. 
En 1872, pasó a trabajar en el Splendide parisino, y luego, en Viena, en el restaurante de los Tres Hermanos Provenzales; y de allí, al Gran Hotel de Niza, donde llegó a ser el encargado del restaurante. 
En 1874 ya era maître d’hotel del Righi-Kulm, y conoció al hotelero suizo Pfyffer d’Altishofen (Pfyffer von Altishofen), fundador del Gran Hotel Nacional de Lucerna, llegando a ser gerente de su establecimiento. 
Fue el primero en instalar cuartos de baño en las habitaciones y estableció un sistema personalizado de atención al cliente de forma especial, siendo el principio de su meteórica carrera en la industria hotelera, que renovó totalmente. 
Después de abandonar el Nacional de Lucerna, pasó sucesivamente al Roches-Noires de Trouville, al Grand Hotel de Baden-Baden, al Frankfurter-Hof, a las Termas de Salsomaggiore, a la Villa-Hygeia de Palermo, al August-Victoria de Wiesbaden, al Iles-Britaniques de Menton y, finalmente, al Hotel Savoy de Londres. 
Invitado por el propietario a dirigir el restaurante, Ritz llegó a ser director del hotel en 1889, puesto en el que permaneció hasta 1898. Por su iniciativa se construyeron los hoteles Carlton de Londres y Ritz de París con capitales ingleses. Como culminación de su extraordinaria carrera, se construyeron bajo su dirección hoteles Ritz por todas partes, en Madrid, Barcelona, El Cairo, Johannesburgo…
Viajó a Alemania en 1899 y empezó con su profesión de hostelería.
La importancia de Ritz radica en la introducción de un nuevo concepto de hotel como establecimientos de servicio completo y personalizado, fijando los mínimos del alojamiento correcto en términos domésticos: habitaciones de espacio suficiente y decoración cuidada y lujosa —cortinajes, alfombras, polveras y tocadores provistos de jofaina y depósito de agua—, generalizó el cuarto de baño moderno en cada habitación, utilizó la iluminación indirecta y suprimió los papeles pintados para reemplazarlos por pintura; introdujo la atención directa al cliente —servicio de habitaciones—, centralizado en la recepción. 
La importancia que dio a la cocina y a la calidad de los vinos lo llevaron a eliminar los antiguos comedores de huéspedes, que se convirtieron en refinados restaurantes, con mesas reducidas para pocos comensales —su asociación con el gran cocinero Auguste Escoffier fue famosa—; estableció una diferenciación jerárquica en el personal de servicio por medio de uniformes y graduaciones, desde el camarero hasta el maître.